# Grande-Rivière, Jura
Grande-Rivière är en kommun i departementet Jura i regionen Bourgogne-Franche-Comté i östra Frankrike. Kommunen ligger i kantonen Saint-Laurent-en-Grandvaux som tillhör arrondissementet Saint-Claude. År 2018 hade Grande-Rivière 419 invånare.

## Befolkningsutveckling
Antalet invånare i kommunen Grande-Rivière
Referens:INSEE